# Villers-Saint-Sépulcre
Villers-Saint-Sépulcre és un municipi francès, situat al departament de l'Oise i a la regió dels Alts de França. L'any 2007 tenia 866 habitants.

## Demografia

### Població
El 2007 la població de fet de Villers-Saint-Sépulcre era de 866 persones. Hi havia 312 famílies de les quals 60 eren unipersonals (32 homes vivint sols i 28 dones vivint soles), 104 parelles sense fills, 136 parelles amb fills i 12 famílies monoparentals amb fills.
La població ha evolucionat segons el següent gràfic:
Habitants censats

### Habitatges
El 2007 hi havia 355 habitatges, 316 eren l'habitatge principal de la família, 10 eren segones residències i 29 estaven desocupats. 343 eren cases i 11 eren apartaments. Dels 316 habitatges principals, 268 estaven ocupats pels seus propietaris, 45 estaven llogats i ocupats pels llogaters i 3 estaven cedits a títol gratuït; 8 tenien dues cambres, 43 en tenien tres, 92 en tenien quatre i 173 en tenien cinc o més. 248 habitatges disposaven pel capbaix d'una plaça de pàrquing. A 133 habitatges hi havia un automòbil i a 158 n'hi havia dos o més.

### Piràmide de població
La piràmide de població per edats i sexe el 2009 era:
| Homes | Edats   | Dones |
| ----- | ------- | ----- |
| 0     | 95 o +  | 0     |
| 0     | 90 a 94 | 0     |
| 8     | 85 a 89 | 0     |
| 0     | 80 a 84 | 12    |
| 4     | 75 a 79 | 20    |
| 12    | 70 a 74 | 8     |
| 12    | 65 a 69 | 24    |
| 28    | 60 a 64 | 12    |
| 44    | 55 a 59 | 28    |
| 24    | 50 a 54 | 32    |
| 28    | 45 a 49 | 40    |
| 44    | 40 a 44 | 24    |
| 28    | 35 a 39 | 36    |
| 20    | 30 a 34 | 32    |
| 48    | 25 a 29 | 24    |
| 36    | 20 a 24 | 16    |
| 32    | 15 a 19 | 28    |
| 20    | 10 a 14 | 28    |
| 28    | 5 a 9   | 36    |
| 28    | 0 a 4   | 20    |

## Economia
El 2007 la població en edat de treballar era de 581 persones, 424 eren actives i 157 eren inactives. De les 424 persones actives 387 estaven ocupades (208 homes i 179 dones) i 37 estaven aturades (16 homes i 21 dones). De les 157 persones inactives 66 estaven jubilades, 52 estaven estudiant i 39 estaven classificades com a «altres inactius».

### Ingressos
El 2009 a Villers-Saint-Sépulcre hi havia 350 unitats fiscals que integraven 968 persones, la mediana anual d'ingressos fiscals per persona era de 19.116 €.

### Activitats econòmiques
Dels 27 establiments que hi havia el 2007, 2 eren d'empreses de fabricació d'altres productes industrials, 7 d'empreses de construcció, 5 d'empreses de comerç i reparació d'automòbils, 2 d'empreses de transport, 2 d'empreses d'hostatgeria i restauració, 3 d'empreses d'informació i comunicació, 2 d'empreses financeres, 2 d'empreses de serveis, 1 d'una entitat de l'administració pública i 1 d'una empresa classificada com a «altres activitats de serveis».
Dels 8 establiments de servei als particulars que hi havia el 2009, 1 era una oficina de correu, 1 paleta, 2 guixaires pintors, 2 empreses de construcció, 1 perruqueria i 1 restaurant.
L'any 2000 a Villers-Saint-Sépulcre hi havia 4 explotacions agrícoles.

## Equipaments sanitaris i escolars
El 2009 hi havia una escola elemental.

## Poblacions més properes
El següent diagrama mostra les poblacions més properes.